# Tatjana Brnović
Tatjana Brnović (født 9. november 1998 i Cetinje) er en montenegrinsk håndboldspiller, som spiller for Brest Bretagne Handball og Montenegros kvindehåndboldlandshold.